# Lijst van voetbalinterlands Anguilla - Britse Maagdeneilanden (vrouwen)
Deze lijst van voetbalinterlands is een overzicht van alle officiële voetbalinterlands tussen de nationale vrouwenteams van Anguilla en de Britse Maagdeneilanden. De landen hebben tot nu toe twee keer tegen elkaar gespeeld. 

## Wedstrijden
| № | Plaats     | Datum            | Competitie        | Wedstrijd                         | Uitslag |
| - | ---------- | ---------------- | ----------------- | --------------------------------- | ------- |
| 1 | The Valley | 21 februari 2015 | Vriendschappelijk | Anguilla − Britse Maagdeneilanden | 3 − 0   |
| 2 | The Valley | 22 februari 2015 | Vriendschappelijk | Anguilla − Britse Maagdeneilanden | 2 − 0   |

## Samenvatting
| Competitie        | Totaal gespeeld | Winst Anguilla | Gelijk | Winst Britse Maagdeneilanden | Doelsaldo Anguilla – Britse Maagdeneilanden |
| ----------------- | --------------- | -------------- | ------ | ---------------------------- | ------------------------------------------- |
| Vriendschappelijk | 2               | 2              | 0      | 0                            | 5 − 0                                       |
| Totaal            | 2               | 2              | 0      | 0                            | 5 − 0                                       |